# تیم ملی بسکتبال لوکزامبورگ
تیم ملی بسکتبال لوکزامبورگ ( لوکزامبورگی: Lëtzebuergesch Basketballnationalequipe) نماینده لوکزامبورگ در مسابقات بین‌المللی بسکتبال است. این تیم توسط فدراسیون بسکتبال لوکزامبورگ اداره می شود.
لوکزامبورگ  سه بار در قهرمانی اروپا، در سال های ۱۹۴۶ ، ۱۹۵۱ ، و ۱۹۵۵ حضور یافته است . بهترین نتیجه آنها در نخستین حضور خود در سال ۱۹۴۶ به دست آمد و آنها در جایگاه هشتم قرار گرفتند. اگرچه این تیم  هنوز به جام جهانی یا بازی های المپیک تابستانی راه نیافته است.